# 서울 여자 축구단

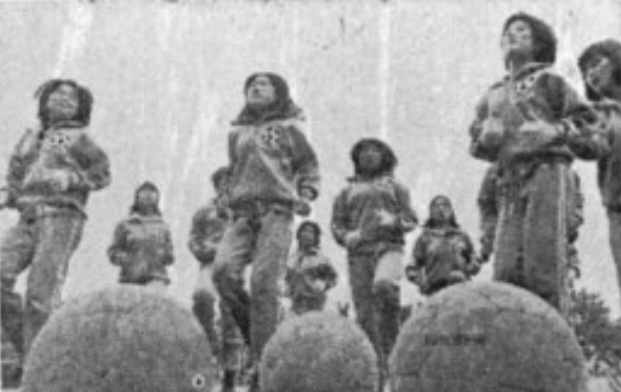
훈련 중인 서울 여자 축구단

서울 여자 축구단(서울女子蹴球團)은 1973년 서울에서 창단된 최초의 여자 축구단이다. 전주 여자 축구단과 함께 대한민국 초기의 여자 축구팀으로 이름을 날렸다.

## 역사
1973년 2월에 홍석우 단장을 중심으로 프로레슬러 출신 6명을 중심으로 배구, 육상 선수들로 구성된 여자 축구단이 창단되게 되었다. 당시 구단의 목표는 여자 월드컵에 나가 한국의 명성을 널리 알리는 것이라고 밝혔다.
1973년에 전주 여자 축구단과의 경기를 통해서 초유의 여자 축구 경기를 펼쳤고 경기에 수 많은 관중들이 모이게 되면서 경기 종료 후 서울여자축구단 단장에게 입단지원 전화가 100통이 넘게 왔다고 한다.